# Sathrochthonius pefauri
Espèce
Sathrochthonius pefauri est une espèce de pseudoscorpions de la famille des Chthoniidae.

## Distribution
Cette espèce est endémique de la région d'Araucanie au Chili. Elle se rencontre dans la cordillère de Nahuelbuta.

## Étymologie
Cette espèce est nommée en l'honneur de Jaime E. Péfaur.

## Publication originale
- Vitali-di Castri, 1974 : Presencia en America del sur del genero Sathrochthonius (Pseudoscorpionidae) con descripcion de una neuva especie. Physis Buenos Aires, sér. C, vol. 33, no 87, p. 193-201.